# Süleymaniye-moskee (Tilburg)
De Süleymaniye-moskee (Süleymanye Camii) is een Turkse moskee in Tilburg die onderdeel is van het Islamitische Stichting Nederland . Het gebouw bevindt zich aan de Wandelboslaan 2, in de buurt Het Zand in Tilburg West.
De Turkse gemeenschap beschikte al over een ruimte aan het Wilhelminapark 117, maar deze werd te klein. Einde jaren 80 van de 20e eeuw ontstond de behoefte aan een Islamitisch Centrum. Besloten werd tot nieuwbouw, waartoe in 1994 toestemming werd gegeven. De bouw begon in 2001 en de nieuwbouw werd gerealiseerd op 5 oktober 2003.
Het gebouw werd ontworpen door Bert Toorman en Hilmi Şahin. Het heeft de vorm van een halve maan, met daarboven een vijfpuntige ster en daarboven een koepel. Een sterpunt die buiten het gebouw uitsteekt, geeft de richting naar Mekka aan. De koepel is 18 meter hoog en de minaretten hebben een hoogte van 38 meter. Het geheel is bekleed met geometrische patronen en gekalligrafeerde teksten.